# Bünkenberg
Bünkenberg ist eine aus einer Hofschaft hervorgegangene Ortslage in der bergischen Großstadt Solingen. Nach dem Ort ist die Grundschule Bünkenberg-Widdert benannt, die über einen Standort am Bünkenberg verfügt (Vockerter Straße 32).

## Lage und Beschreibung
Bünkenberg befindet sich im Stadtbezirk Burg/Höhscheid am Südrand eines Höhenzugs, auf dem die Eichenstraße verläuft. Der Ort liegt südlich des Odentaler Wegs, der als Landesstraße 427 klassifiziert ist und die Vockerter Straße mit Wupperhof verbindet. Vom Odentaler Weg zweigen in Bünkenberg zwei Stichstraßen mit dem Namen des Ortes ab. Der Ort ist überwiegend durch Wohnhäuser der Nachkriegszeit geprägt, im alten Hofschaftskern um die Gebäude Bünkenberg 10 bis 22 sind jedoch noch einzelne historische Fachwerkhäuser erhalten. In einem Sumpfgebiet südlich von Bünkenberg entspringt der Breidbacher Bach, der bei Breidbach in den Schellberger Bach mündet.
Benachbarte Orte sind bzw. waren (von Nord nach West): Unnersberg, Eichholz, Schlicken, Odental, Breidbach, Wüstenhof, Vockerterbusch, Vockert, Pereskotten, Elsterbusch und Königsmühle.

## Geschichte
Bünkenberg ist seit dem 14. Jahrhundert nachweisbar, die Ersterwähnung erfolgte im Jahre 1363 als Bůnkenberg (mit Ů).:1 Im Zehntverzeichnis der Abtei Altenberg von 1488 wurde der Ort als Buynkenbergh urkundlich erwähnt. In dem Kartenwerk Topographia Ducatus Montani von Erich Philipp Ploennies, Blatt Amt Solingen, aus dem Jahre 1715 ist der Ort mit einer Hofstelle verzeichnet und als Binckenberg benannt. Der Ort wurde in den Registern der Honschaft Balkhausen innerhalb des Amtes Solingen geführt. Die Topographische Aufnahme der Rheinlande von 1824 verzeichnet den Ort als Bünkenberg benannt, ebenso wie die Preußische Uraufnahme von 1844. In der Topographischen Karte des Regierungsbezirks Düsseldorf von 1871 ist der Ort ebenfalls als Bünkenberg verzeichnet.
Nach Gründung der Mairien und späteren Bürgermeistereien Anfang des 19. Jahrhunderts gehörte der Ort zur Bürgermeisterei Dorp, die 1856 das Stadtrecht erhielt und lag dort in der Flur VII. Schlicken. Die Bürgermeisterei beziehungsweise Stadt Dorp wurde nach Beschluss der Dorper Stadtverordneten zum 1. Januar 1889 mit der Stadt Solingen vereinigt. Damit wurde Bünkenberg ein Ortsteil Solingens.
Bereits 1883 wurde der Beschluss der Dorper Stadtverordneten gefasst, eine evangelische Schule zu errichten. Dazu wurde von einem Landwirt aus der Hofschaft Busch (heute Elsterbusch) ein Stück Land erworben. Das Schulgebäude, ein dreigeschossiger unverputzter Ziegelbau, wurde auf freiem Feld an der heutigen Vockerter Straße 1889/1890 errichtet und im August 1890 eingeweiht. Die Schule Bünkenberg, die später staatlich wurde, legte man im Zuge der Schulreform 1968 mit der Grundschule Widdert zusammen. In dem Gebäude ist heute eine Dependance der Grundschule Bünkenberg-Widdert untergebracht.

In der Nachkriegszeit nach dem Zweiten Weltkrieg wuchs der Ort an seinen Rändern durch neue Wohnhäuser an. Der ursprüngliche Hofschaftscharakter mit verstreut angeordneten Gebäuden wurde dabei größtenteils verwischt, auch wenn im Kern des Ortes noch einzelne Fachwerkhäuser erhalten sind. Seit dem Jahre 1984 ist das Schulgebäude Bünkenberg (Vockerter Straße 32) in die Solinger Denkmalliste eingetragen. Ebenfalls als Baudenkmal anerkannt ist seit dem Jahr 2000 der ehemalige Gutshof Rose an der Ecke Vockerter Straße / Odentaler Weg. Er gehörte einst zur Hofschaft Bünkenberg.

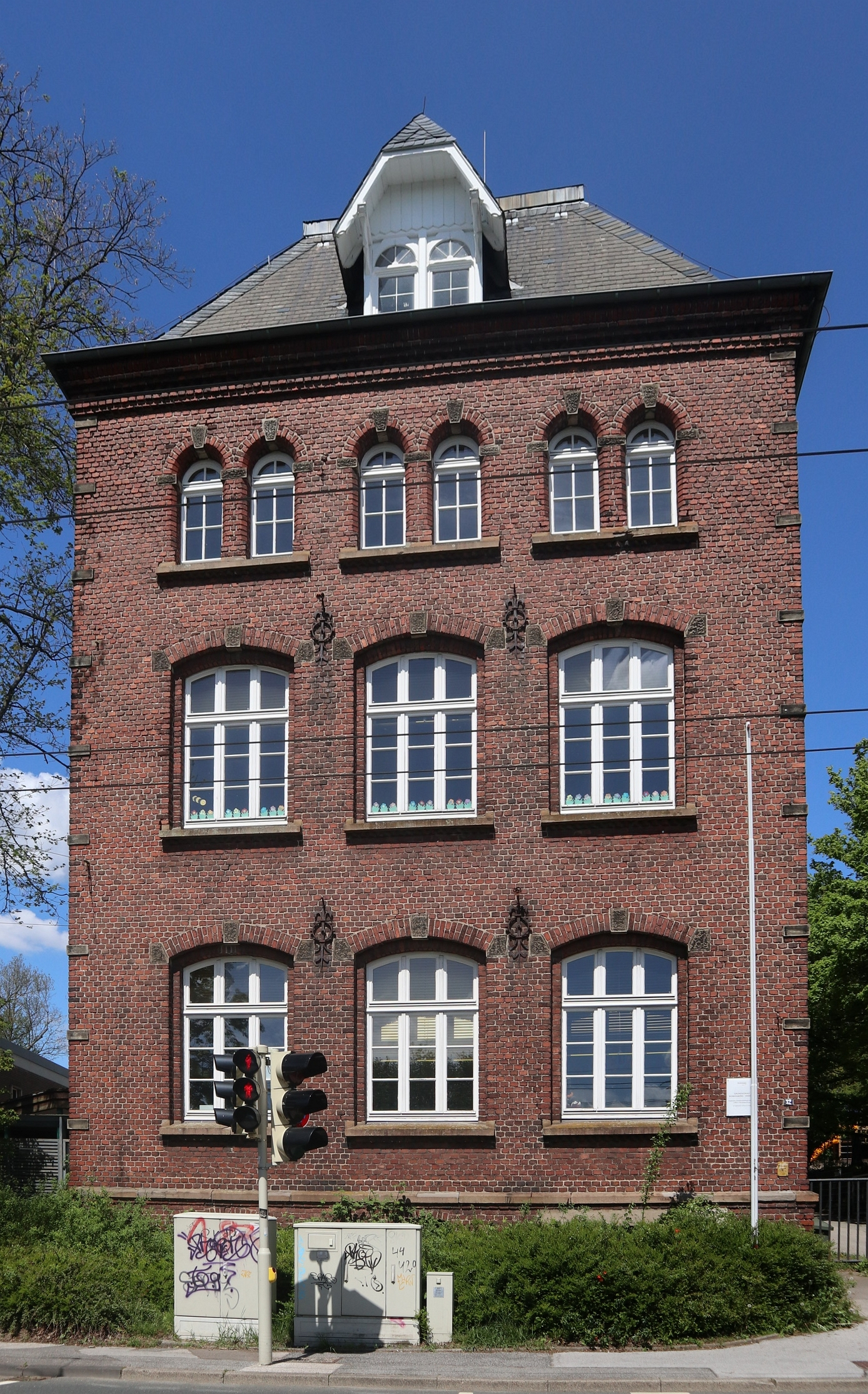
Schulgebäude Bünkenberg
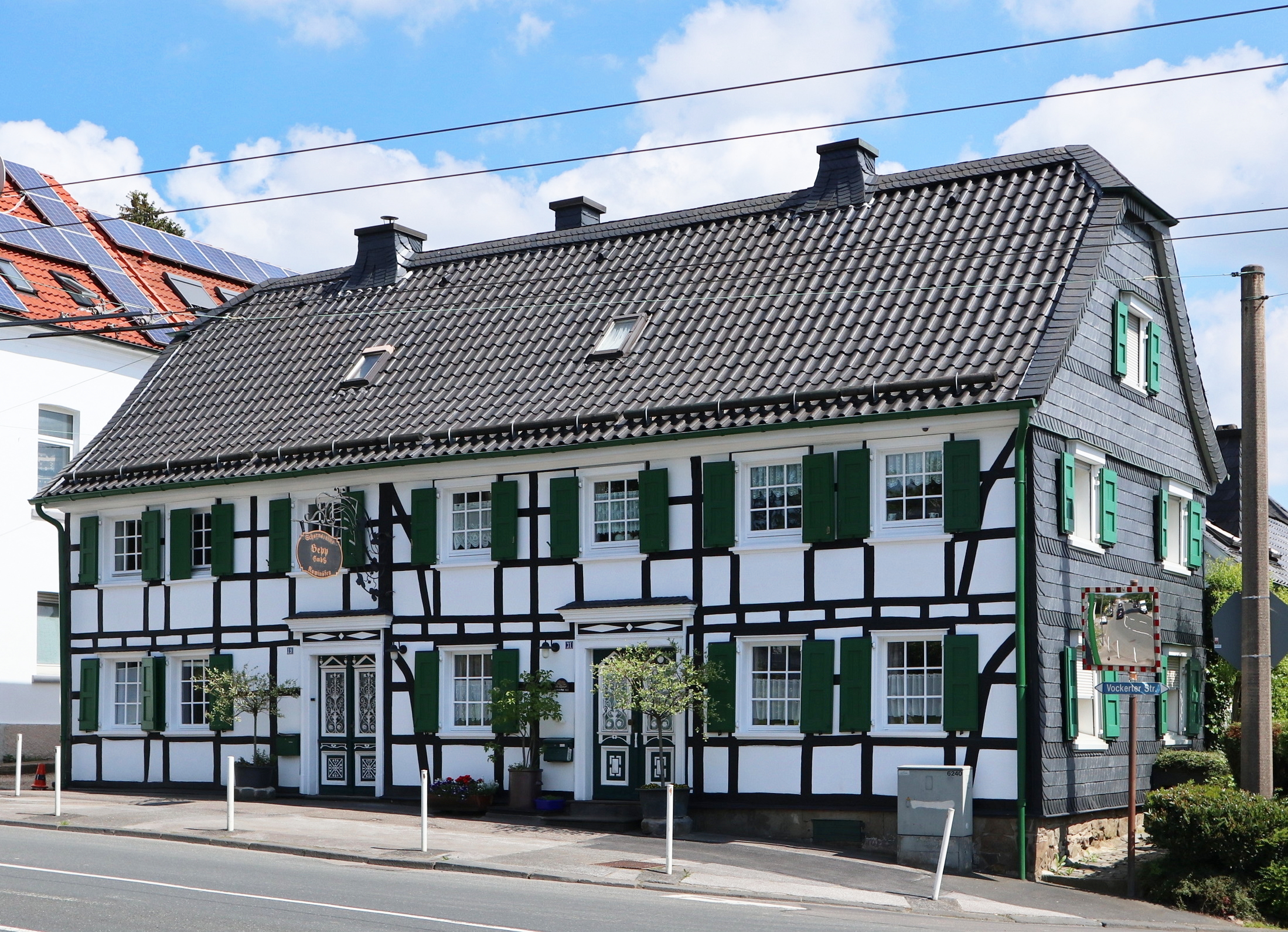
ehem. Gutshof Rose